# نام باد
نام باد (به انگلیسی: The Name of the Wind) که با عنوان سرگذشت شاهکش: روز اول نیز شناخته می‌شود، جلد اول مجموعه سرگذشت شاهکش است. سبک این کتاب به صورت فانتزی حماسی است. این کتاب توسط پاتریک راتفوس در سال ۲۰۰۷ منتشر شده‌است.

## خلاصه داستان
مسافرخانه داری به نام کوت به همراه دستیارش باست، در میهمان خانه اش زندگی می‌کنند. تا اینکه یک روز سر و کله کاتب پیدا می‌شود. کسی که می‌فهمد کوت کسی نیست که نقش بازی می‌کند بلکه همان کووت شاهکش معروف است و از او می‌خواهد که داستان زندگی خود را برایش تعریف کند.
کووت نیز قبول می‌کند داستان خود را در سه روز برای کاتب تعریف کند.
نام باد، ماجراهایی است که کووت در روز اول تعریف می‌کند.
کووت داستان خود را از یازده سالگی اش زمانی که نخستین بار شروع به یادگیری هنرهای جادویی در یک گروه دوره‌گرد را شروع می‌کند تعریف می‌کند.